# Keith Code
Keith Code es un ex piloto de motos estadounidense, escritor y fundador de la California Superbike School. Se le ha llamado "posiblemente el instructor de motos en pista más conocido y con más éxito del mundo".

## Formación de motoristas

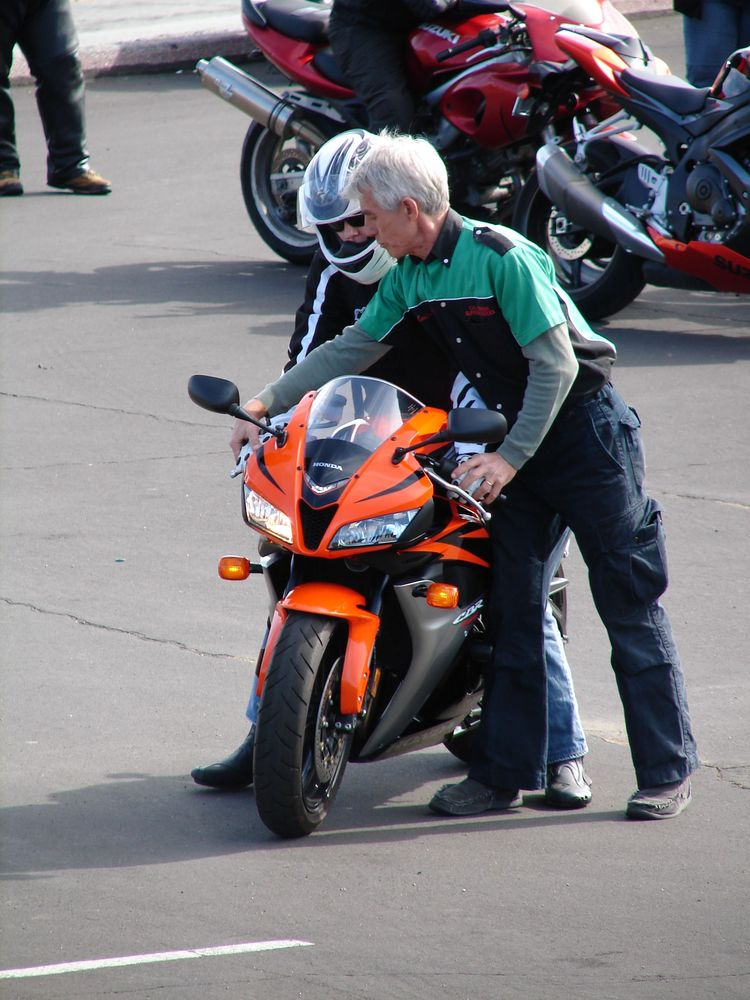
Code que entrena un piloto

Code fundó la California Superbike School en 1980. La metodología de Code ha sido enseñada a numerosos pilotos ganadores de campeonatos como Wayne Rainey, James Toseland y Leon Camier. A partir de 2019, los pilotos que han sido formados en sus escuelas o por él personalmente han ganado 60 campeonatos mundiales y nacionales de carreras. Sus enseñanzas se han extendido por todo el mundo. Sus Escuelas de Superbikes de California han operado en más de 90 pistas de todo el mundo en 15 países y han formado a 150.000 pilotos.
En 2006, el Cuerpo de Marines de los Estados Unidos le encargó el diseño de un programa de formación de pilotos que fuera eficaz para reducir los accidentes graves de motocicleta entre los pilotos del USMC. El programa, llamado Advanced Motorcycle Operator School, está considerado ahora como el estándar de oro de la formación de pilotos por el personal de seguridad de los Marines, debido al extraordinario historial de seguridad de sus graduados durante un periodo de cuatro años.
Code ha inventado dispositivos de entrenamiento para pilotos, como la bicicleta sin dirección corporal, que ilustra la necesidad de utilizar la dirección contraria, los entrenadores de bicicletas de inclinación y deslizamiento, que no sólo entrenan la buena posición del cuerpo y las habilidades visuales, sino que también permiten a los pilotos experimentar el deslizamiento de la máquina con una posibilidad mucho menor de chocar, y el entrenador de frenado de pánico, que permite a los pilotos experimentar el bloqueo de la rueda delantera y aprender a recuperarse de él.

## Escritor
Code escribe una columna mensual en la revista Motorcyclist llamada Code Break. También ha abierto una escuela especializada en técnicas de competición, llamada Code R.A.C.E. Ha escrito tres libros sobre técnicas de conducción de motos deportivas y de competición, y también un DVD de larga duración que cubre el contenido de su segundo libro A Twist of the Wrist[cita requerida]. Sus obras han sido traducidas al ruso, alemán, estonio, griego, español, francés, italiano, japonés, polaco, holandés y turco.[cita requerida]

## Vida personal
Como miembro de la Iglesia de la Cienciología, su vida es citada por la iglesia como una historia de éxito. No tenía una ocupación. En ese momento, mi idea de la vida era ver lo poco que podía hacer y básicamente cuántas y cuántas clases de drogas podía tomar. No estaba haciendo nada con mi vida. Cuando entré en la Cienciología, muchas cosas cambiaron de inmediato. Por primera vez, vi que había esperanza y eso fue muy alentador. Cuando recibí asesoramiento de Cienciología para tratar mi problema con las drogas, mi vida empezó a subir y subir y no ha parado desde entonces.
- Keith Code

## Trabajos
- Code, Keith (1983). Twist of the Wrist: The Motorcycle Roadracers Handbook. USA: Code Break. ISBN 9780965045018. (requiere registro).
- Code, Keith (1997). A Twist of the Wrist 2: The Basics of High-Performance Motorcycle Riding. USA: Code Break. ISBN 0-9650450-2-1.
- Code, Keith; David Gordon (1998). A Gear Higher: The Bicycle Racer's Handbook of Techniques. USA: Haynes Publishing. ISBN 0-9650450-0-5.
- Code, Keith (1998). Soft Science of Roadracing Motorcycles: The Technical Procedures and Workbook for Roadracing Motorcycles. USA: Code Break. ISBN 0-9650450-3-X.
- Ibbott, Andy; Keith Code (2006). Performance Riding Techniques: The MotoGP manual of track riding skills. USA: Haynes Publishing. ISBN 1-84425-343-0.